# Szentgyörgyi István (színművész)
Szentgyörgyi István (Diósjenő, 1842. február 20. – Kolozsvár, 1931. október 19.) színész, rendező.

## Pályafutása
Debrecenben tanult. 1859-ben alsódabasi kántortanító volt. 1861-ben nótárius apjának rosszallásával dacolva Latabár Endre kassai társaságához szerződött, ezzel kezdődött színészi pályafutása. 
1867-ben Molnár György Budai Népszínházához került, ahol döntő indíttatást kapott művészi szemléletének kialakításához: a népi figurák realista megformálásához, a sajátos színészi eszköztár kialakításához. Feleségével együtt 1871-ben szerződött Kolozsvárra, Fehérváry társulatához, s ettől fogva nem vált meg a kolozsvári magyar színpadtól. Szereplistáján abban az időszakban elsősorban klasszikus Shakespeare-alakításokat találunk: Falstaffot (A windsori víg nők), Jagót (Othello), Shylockot (A velencei kalmár), Claudiust (Hamlet), Julius Caesart (címszerepként), Kentet (Lear király), de játszotta Millert (Schiller: Ármány és szerelem), Harpagont (Molière: A fösvény) is.
Itt találkozott élete nagy szerepével, Tiborccal, a Bánk bán egy olyan előadásában, ahol Bánkot E. Kovács Gyula, Gertrudist Jászai Mari alakította. Igazi műfaja az életigazságokat póztalanul ábrázoló népi figurák életre keltése volt. Játékstílusa színháztörténeti értékűvé a népszínmű-hősök megformálása révén vált, de ő nem a századvég divatos álnépiességének útját járta, hanem reális élethelyzeteket keltett életre mély lélekgazdagsággal. Így született meg népi figuráinak hosszú sora: Márton gazda (Szigligeti Ede: A csikós), Mravcsák (Szigligeti Ede: Tolonc), Peták káplár (Csepreghy Ferenc: Piros bugyelláris), Cigány (Szigligeti Ede: Cigány), Gonosz Pista (Tóth Ede: A falu rossza), Zajtai (Gaal József: A peleskei nótárius), Brazovics Anasztáz (Jókai Mór: Az arany ember).
Munkatársa volt Janovics Jenőnek az első magyar játékfilmek, többek között a Bánk bán megvalósításában (1914), ahol Tiborc-alakítása a film nemzetközi sikerének egyik kulcsa volt. Ugyancsak Mrawcsákot alakította a Tóth Ede népszínművéből 1914-ben forgatott Kertész Mihály-filmben, A toloncban.
Amint visszaemlékezéseiben, amelyekből az első részletek a Napkeletben jelentek meg (1921/5–6; 1921/24–25) írja (Emlékeim. Kolozsvár, 1923), hatvankét év alatt 1034 darabban 1216 szerepet játszott. Művészpályája 60. évfordulóján, 80. születésnapja alkalmából az Erdélyi és Bánáti Magyar Színészegyesület első örökös tagjának választotta, a Kisfaludy Társaság Greguss-jutalommal tüntette ki. Szintén örökös tagja volt a kolozsvári Magyar Színháznak.

## Emlékezete

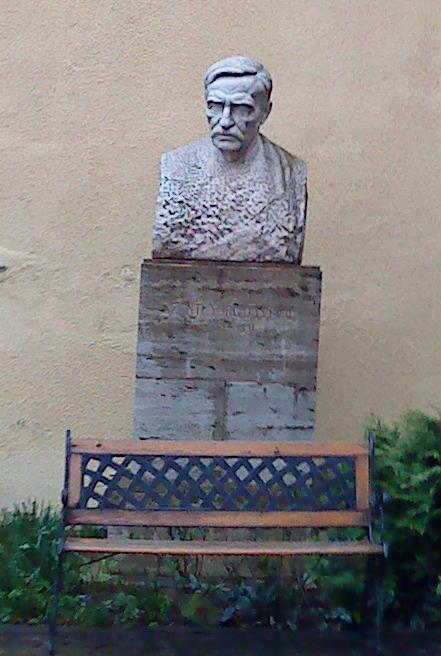
Szentgyörgyi István szobra a Marosvásárhelyi Művészeti Egyetem előtt
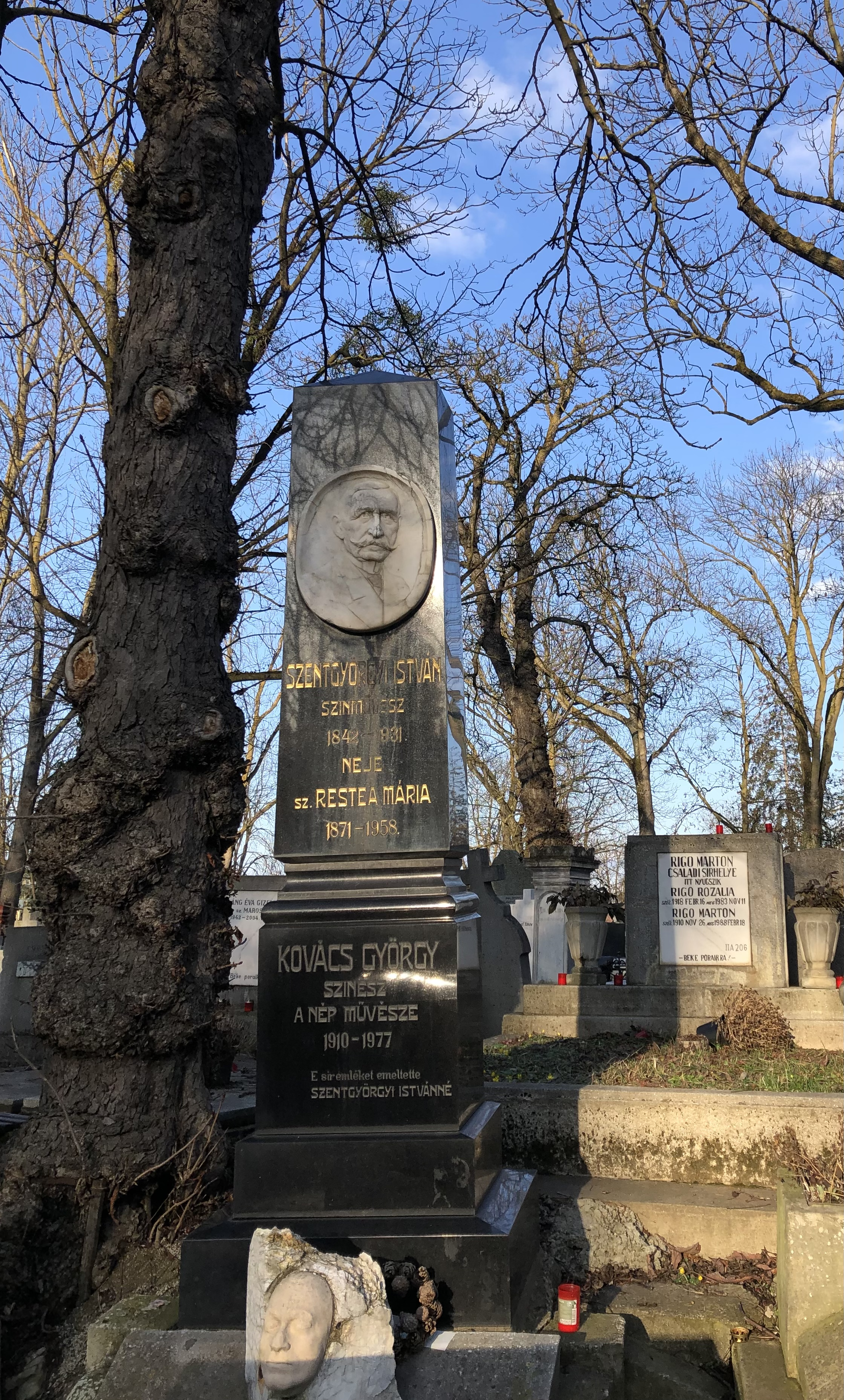
Házsongárdi temető, Kolozsvár

Tiborcként ő volt a modellje a Fadrusz János alkotta zilahi Wesselényi-szobor népi alakjának. Házsongárdi temetőben levő nyughelyét Szabó Vera szobrászművész alkotása jelzi.

## Főbb szerepei
- Jaques Offenbach: Dunanan apó
- Gaal József: A peleskei nótárius
- Szigligeti Ede: Csikós
- Szigeti J.: A vén bakancsos és fia, a huszár
- Friedrich Schiller: Ármány és szerelem
- Shakespeare: Lear király
- Katona József: Bánk bán
- Goethe: Faust
- Molière: A fösvény